# Feldkirche (Neuwied)

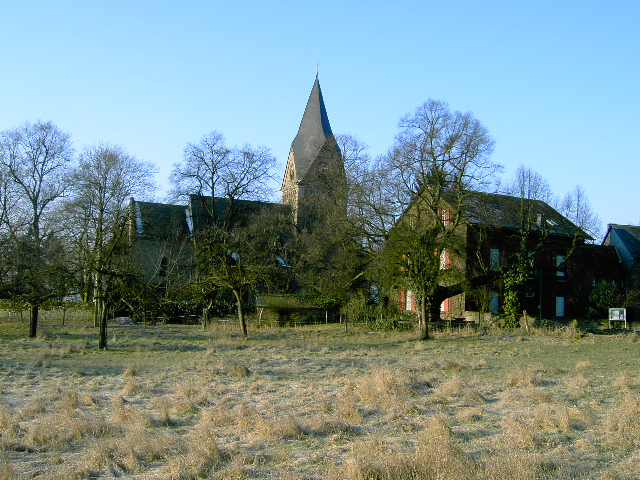
Feldkirche mit Pfarrhaus und Gerichtslinde

Feldkirche im historischen Umfeld

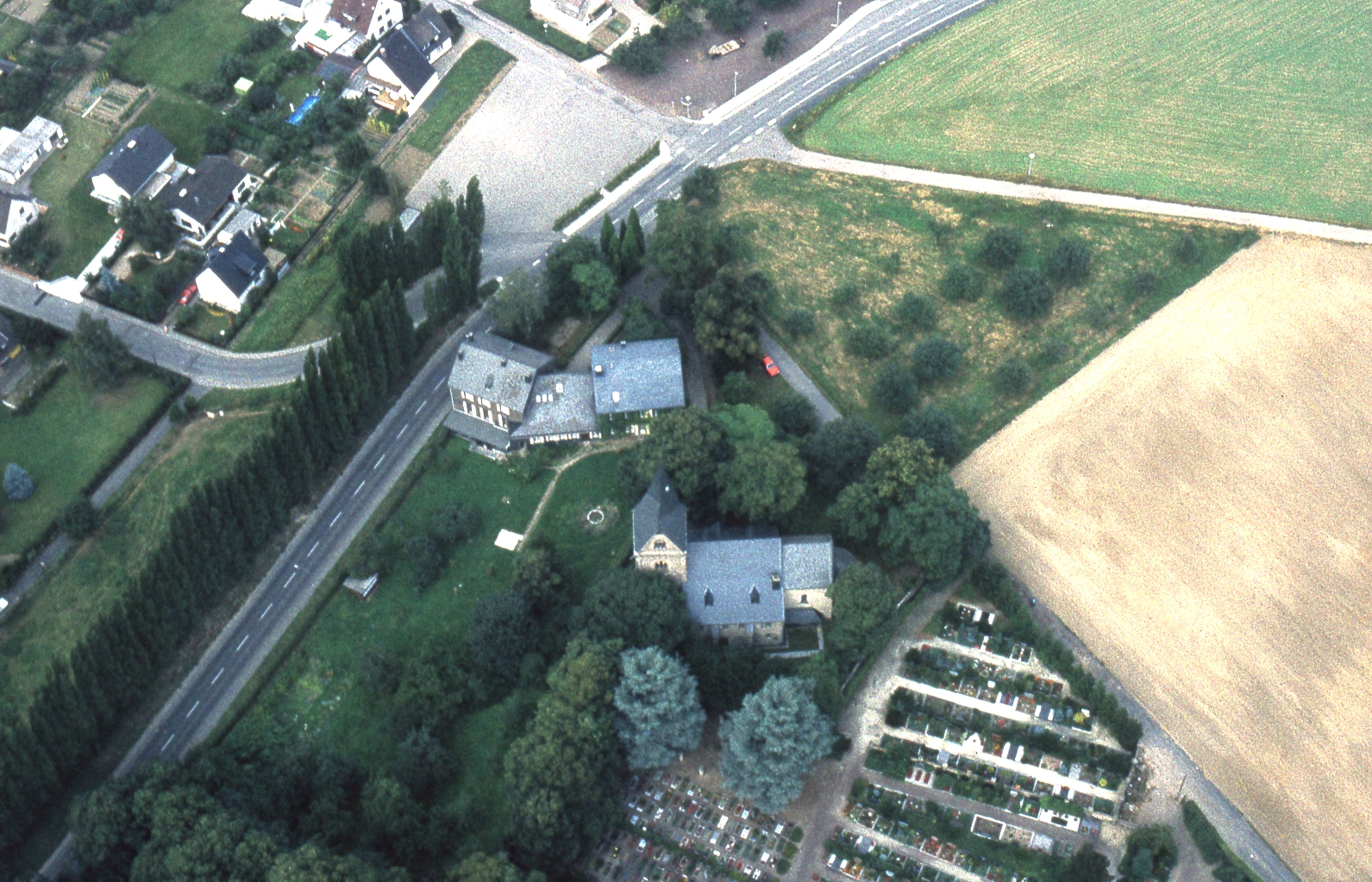
Ensemble Feldkirche (Luftaufnahme)

Die Feldkirche ist ein spätromanischer evangelischer Kirchenbau, der zum Stadtteil Feldkirchen der Stadt Neuwied in Rheinland-Pfalz gehört. Sie befindet sich an markanter Stelle, nahe der Kante eines Hochplateaus circa 50 Meter oberhalb der Rheinebene (104 m über N.N.). Zu der historisch bedeutenden, am Mittelrhein einmaligen Anlage zählen:
- die Kirche,
- das Pfarrhaus mit Garten,
- die Gerichtsstätte mit der alten Gerichtslinde (Naturdenkmal),
- der Friedhof.

Kunsthistorisch ist die Kirche auch wegen ihrer abstrakten Bleiglasfenster von Georg Meistermann bedeutsam.

## Geschichte

### Vorzeit und Frühzeit
Ob an dieser exponierten Stelle bereits eine vorchristliche Kultstätte gelegen hat, ist nicht nachgewiesen, jedoch vorstellbar, da in der Gemarkung Gönnersdorf (heute Ortsteil des nach der Feldkirche benannten Stadtteils Feldkirchen), 1,25 km Luftlinie entfernt, ein bedeutender eiszeitlicher Siedlungsplatz ausgegraben wurde. Der Fundplatz Gönnersdorf  datiert auf die Zeit um 14.000 v. Chr.
Siedlungsfunde in den Gemarkungen von Irlich und Wollendorf weisen eine kontinuierliche Besiedlung in der Umgebung ab etwa 2000 v. Chr. nach.
Im 2. Jahrhundert n. Chr. führte nur wenige Meter von der heutigen Kirche entfernt eine wichtige römische Heerstraße (in Teilen die heutige Kreisstraße 111) vorbei, vom Römerkastell Niederbieber zur Fahrer Lände und weiter über den Rheinübergang nach Andernach (dem römischen Antunnacum). Die Reste des obergermanisch-raetischen Limes sind heute noch auf dem Höhenrücken oberhalb der Feldkirche auszumachen. Daher ist es nicht unwahrscheinlich, dass sich in Feldkirchen bereits zur spätrömischen Zeit eine kleine christliche Andachtsstätte (Ädikula) befand. Gewöhnlich wurde dafür ein Ort ausgewählt, an dem bereits eine heidnische Opferstätte bestand.
Bereits zur Zeit der Völkerwanderung ist für die unmittelbare Umgebung (Irlich, Rodenbach, Gönnersdorf) mit Grabfunden eine relativ dichte Besiedlung nachgewiesen.

### Frankenzeit
Die Siedlungsplätze Gönnersdorf, Hüllenberg, Wollendorf, Rodenbach, Fahr und Irlich bestanden bereits zur Zeit des Fränkischen Reiches. Sie sind mindestens seit dem 5. Jahrhundert n. Chr. durch fränkische Bauernfriedhöfe archäologisch belegt. Abseits der Siedlungen baute man zu jener Zeit Feldkirchen, die als Pfarrkirchen für einen weiten Umkreis von Dörfern dienten.
Am Anfang der durch Grabungen nachgewiesenen Geschichte der Feldkirche steht ein merowingischer oder karolingischer Kirchenbau, der auf einem fränkischen Gräberfeld errichtet wurde. Der Fundzusammenhang eines fränkischen Tuffstein-Sarkophages aus der Zeit um 750 n. Chr., der beim Einbau der Heizung 1931 entdeckt wurde, weist dies nach. Der Sarg war im Fundament der romanischen Kirche vermauert. Bei anschließenden Sondierungen wurden drei weitere frühchristliche Gräber aus der gleichen Zeit im heutigen Chor freigelegt. Im Rahmen dieser Grabungen sind auch Reste eines Holzbaues aufgefunden worden, deren Befund nahelegt, dass sie bereits verfallen waren, als die Gräber angelegt wurden. Dies deutet auf den Bestand einer ersten, einfachen Holzpfostenkirche bereits zum 7. Jahrhundert n. Chr. hin, deren Aussehen nicht mehr zu rekonstruieren ist.:20

### Mittelalter
Die Sage berichtet von der Gründung der Feldkirche folgendes: Ursprünglich sei der Bau einer steinernen Kirche in Irlich beabsichtigt gewesen. Die Ochsen der ersten, mit Bruchsteinen beladenen Wagen hätten jedoch an der Stelle der heutigen Feldkirche den Dienst verweigert. Man habe dies dann als ein göttliches Zeichen angesehen, den Bau an dieser Stelle zu beginnen.
Die frühesten steinernen Mauerreste, die anlässlich von Restaurierungsarbeiten nach dem Zweiten Weltkrieg entdeckt wurden, lassen sich auf das 10. Jahrhundert datieren. Zu dieser Zeit bestand ein einfacher Kirchenraum von etwa 10 m × 6 m. Um 1100 wurde dieser Bau dann um einen rechteckigen Chor erweitert.
Die heutige Steinkirche wurde zwischen 1150 und 1200 errichtet und ist eine Stiftung des Augustinerinnenklosters St. Thomas bei Andernach, das über umfangreiche Ländereien auf der dem Kloster gegenüberliegenden Rheinseite in Fahr und Gönnersdorf verfügte. Sie wurde ursprünglich als flach gedeckte Pfeilerbasilika ohne Querschiff erbaut und war zu Ehren St. Martins geweiht. Zu Anfang des 13. Jahrhunderts wurden Chor und Mittelschiff überwölbt.:23
Die Kirchengemeinde „Veltkirgen“ wird 1204 zum ersten Mal urkundlich erwähnt. Ein bedeutendes Schriftzeugnis ist der Rotulus von 1280, das Fragment eines Gerichtsprotokolls, in dem es um das Vorschlagsrecht des Pfarrers und damit verbunden die Pfründe an der damals offenbar recht wohlhabenden Kirchengemeinde Feldkirchen geht. Ansprüche meldeten sowohl die Lahnsteiner als auch die Wiedischen und die Burgherren von Hammerstein an.

### Reformation bis Neuzeit
Die Geschichte der evangelischen Kirchengemeinde beginnt mit dem Übertritt des Grafen Hermann von Wied, Kurfürst und Erzbischof von Köln, zur Reformation unter dem Einfluss des Straßburger Reformators Martin Butzer. Er berief Geistliche aus Sachsen, die am Rhein das reformierte Evangelium predigten. Nach seinem Tod auf Burg Altwied trat sein Neffe Johann IV. die Nachfolge in der Regierung der Grafschaft an, der als der eigentliche Reformator der Grafschaft Wied angesehen wird. Nach seinem Regierungsantritt bekannte er sich öffentlich zur Confessio Augustana und vollendete zwischen 1542 und 1546 – nicht ohne Konflikte mit den Erzbistümern Trier und Köln – die Reformation in seinem Herrschaftsbereich. Der erste evangelische Pfarrer in der Feldkirche  dürfte ein „Ludwig Luitzgin, genannt von Northofen, Kirchherr zu Veltkirgen“ gewesen sein, der in einer Gerichtsurkunde von 1552 erwähnt wird.
Obwohl über den Dreißigjährigen Krieg keine detaillierten Aufzeichnungen vorliegen, ist anzunehmen, dass diese Schreckenszeit auch an der Feldkirche nicht spurlos vorüberging. Um 1630 wurde das Dorf Irlich aus der Kirchengemeinde Feldkirchen herausgelöst, wieder katholisch und dem Erzbistum Trier einverleibt. In den Wirren des Dreißigjährigen Krieges gingen die Kirchenbücher verloren, so dass im Jahr 1655 der regierende Graf Friedrich zu Wied die Führung neuer Register verordnete.
Aus dem späten 17. Jahrhundert belegen mehrere Rechnungen Bau- und Ausbesserungsarbeiten an der Kirche und dem Pfarrhaus, so zum Beispiel die Anschaffung von Kirchenbänken und einer Kanzel, die Erneuerung des Brunnens im Pfarrgarten und die Beseitigung von Schäden am Kirchendach. Es gibt schriftliche Anmerkungen, dass der Turm Ende des 17. Jahrhunderts für einige Zeit mit einer barocken Haube, anstelle des Rhombendaches, abgedeckt war. Das genaue Aussehen lässt sich heute jedoch nicht mehr nachvollziehen.
1707 wurde in der Residenzstadt Neuwied eine neue Kirchenordnung eingeführt, die die Pflichten der Seelsorger, des Presbyteriums und der Gemeindemitglieder detailliert regelte.
In der zweiten Hälfte des 19. und zu Beginn des 20. Jahrhunderts wurden von baufreudigen Pfarrern mehrere, eher weniger fachgerechte Restaurierungen, Um- und Anbauten an der Kirche vorgenommen, von denen inzwischen jedoch nichts mehr zu erkennen ist. Die Neuwieder Zeitung schrieb dazu am 22. Dezember 1934:

„Der mittelalterliche Bauzustand war bei der Verwischung des ursprünglichen Raumes durch spätere Einbauten, Holzverschalungen, Zerstörung der Pfeilerbasen, Zuschmieren der ursprünglichen Kapitäle, dem Anwachsen von Bauschutt und den Ablagerungen rund um die Kirche nicht so ohne weiteres mehr klar zu erkennen“

Zur evangelischen Pfarre Feldkirchen gehörten auch die evangelischen Einwohner von Leutesdorf.
Im Dezember 1944 zerstörte ein Bombentreffer den Chorraum und richtete Schäden am Dach und im Innenraum an. Bereits 1948 begann man mit der Bausicherung und umfassenden Außenrestaurierung, die 1952 abgeschlossen wurde. 1975 bis 1978 erfolgte die Innenrestaurierung und Ausmalung des Kirchenraums nach Resten der Originalbemalung aus dem 13. Jahrhundert, die unter mehreren Farbschichten zum Vorschein kam.

## Baubeschreibung

### Außen

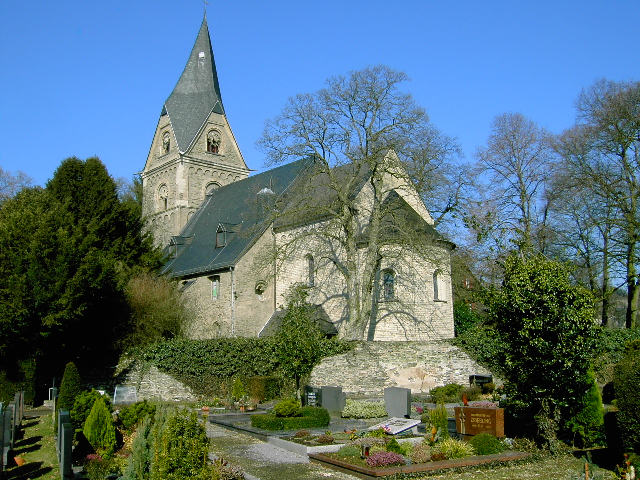
Kirche von Südosten

Der Baukörper ist, wie bei alten Kirchen üblich, geostet, das heißt von Westen nach Osten ausgerichtet. Im Osten befindet sich der mit einer halbrunden Apsis abgeschlossene Langchor, im Westen der massive 34 Meter hohe Turm. Bis Mitte des 19. Jahrhunderts war die Fassade von Kirche und Turm verputzt und weiß gekalkt. Heute ist an allen Außenwänden das Bruchsteinmauerwerk sichtbar, betont mit fein ausgearbeiteten Ecksteinen und Lisenen aus hellem Mendiger Tuffstein.
Chor und Apsis – nach den Schäden des Zweiten Weltkrieges vollständig rekonstruiert – bestehen aus sorgfältig behauenen Tuffsteinquadern. Das Mauerwerk ist mit Lisenen gegliedert und zum Dach hin mit verzierten Blendarkaden abgesetzt.
Der Haupteingang in der Nordfassade – er liegt heute etwa einen Meter unter dem Bodenniveau – wird von wuchtigen Tuffsteinpfeilern eingerahmt, in den Sturz ist ein romanisches Kreuz im Kleeblatt eingemeißelt. Gegenüber, in der Südfassade, gibt es einen weiteren Eingang, der jedoch schlichter gehalten ist.
Nach den Beschädigungen des Zweiten Weltkrieges wurde das Dach saniert und die Kirche mit Naturschiefer aus Mayen vollständig neu eingedeckt.

### Innen

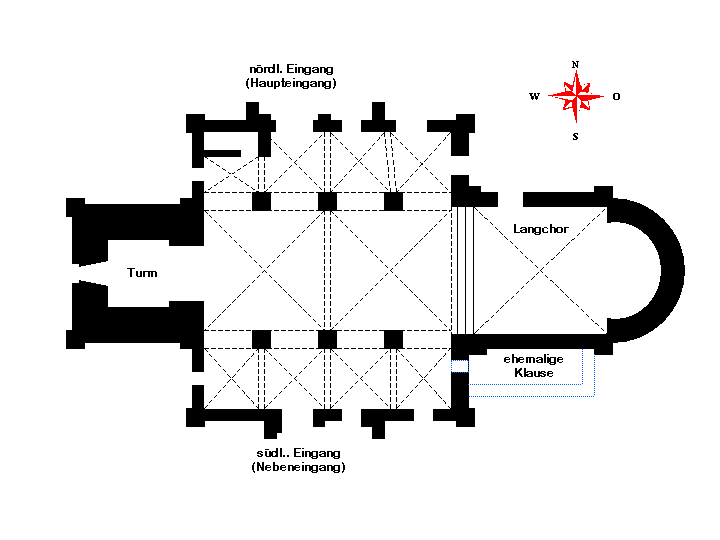
Feldkirche (Grundriss)

Der Innenraum der Kirche ist insgesamt 31 Meter lang, 15 Meter breit und in ein Mittelschiff mit zwei Jochen mit Kreuzrippengewölben sowie zwei nahezu gleich hohe Seitenschiffe gegliedert. Den Langchor deckt ebenfalls ein Kreuzrippengewölbe. Die Rippen sind als Rundstäbe ausgebildet und farbig betont, ebenso die Schlusssteine mit Zapfen. Das Mittelschiff wird von sechs massiven, quadratischen Pfeilern getragen. Jedem Joch des Mittelschiffes entsprechen zwei Joche der Seitenschiffe. Die Jochgrenze wird durch jeweils eine Lisene angezeigt. Das untere Geschoss der beiden Seitenschiffe ist mit je vier Kreuzgratgewölben überdeckt. Die darüber befindliche Empore wurde um 1500 errichtet und wird von Kreuzrippengewölben abgeschlossen, deren reich verzierte Schlusssteine das wiedische Wappen, ein Marienbild sowie (möglicherweise) Stifter-Symbole zeigen. Die Seitenschiffemporen sind mit vier kleineren, reich geschmückten und bemalten Rundbogen zum Mittelschiff hin geöffnet. Dies entspricht dem Bauzustand seit Beginn des 16. Jahrhunderts.
Der Fußboden aus den Nachkriegsjahren besteht im Chor aus polygonalen Schieferplatten und im Hauptraum aus quadratischen Basaltfliesen.
Als Abendmahltisch dient heute die große, reich verzierte, barocke Basalt-Grabplatte des Schultheißen Mathias Kreckel, gestorben am 22. April 1664. In der Apsis steht der romanische Taufstein aus schwarzem Basalt.

### Turm
Der im Außenmaß 7,50 × 6,50 Meter messende Turm wurde um 1200 an der Westseite an den Kirchenraum angebaut und mit einem Rhombendach aus Schiefer gedeckt. Er hat vier aus Bruchsteinen gemauerte Stockwerke, die durch Gesimse und nach oben hin kleiner werdende Blendbögen aus hellem Tuffstein abgegrenzt sind. In den 1950er-Jahren gesicherte Farbreste zeigen, dass zumindest die Ecken und Rundbögen ursprünglich farbig angelegt waren. In allen Geschossen befinden sich Fensteröffnungen unterschiedlicher Größe. Die Fenster der unteren Stockwerke sind lediglich Schlitzfenster. Die Fenster im vierten Stockwerk sowie die Schallöffnungen in den Giebeln sind Triforienfenster mit zwei Mittelsäulen aus schwarzem Basalt. 1934 wurde die zwei Meter dicke Ostwand des Turmes durchbrochen und das Untergeschoss in den Kirchensaal einbezogen. In der Glockenstube hängen zwei Bronzeglocken; die größere von 1589, dem heiligen Martin gewidmet, eine Stiftung der Grafen zu Wied, und die kleinere von 1717, der heiligen Maria gewidmet, die offenbar später von einer katholischen Kirche angekauft wurde.
1894 wurde eine Turmuhr angebracht und 1959 durch eine elektrische Uhr ersetzt.

### Klause
An der Südseite des Chores war ursprünglich eine frühgotische Klause aus dem 13. Jahrhundert angebaut, deren Mauerreste 1941 freigelegt wurden. Die Tragsteine für die Balkenauflage am Chor zeigen, dass die Klause einstmals zwei Stockwerke hoch war. Das weitere Aussehen ist nicht bekannt. Da sich Klausner und Klausnerinnen üblicherweise einmauern ließen, war neben dem Chorfenster eine Öffnung (heute nicht mehr vorhanden), die dazu diente, dass der Klausner am Gottesdienst teilnehmen konnte.

### Orgel

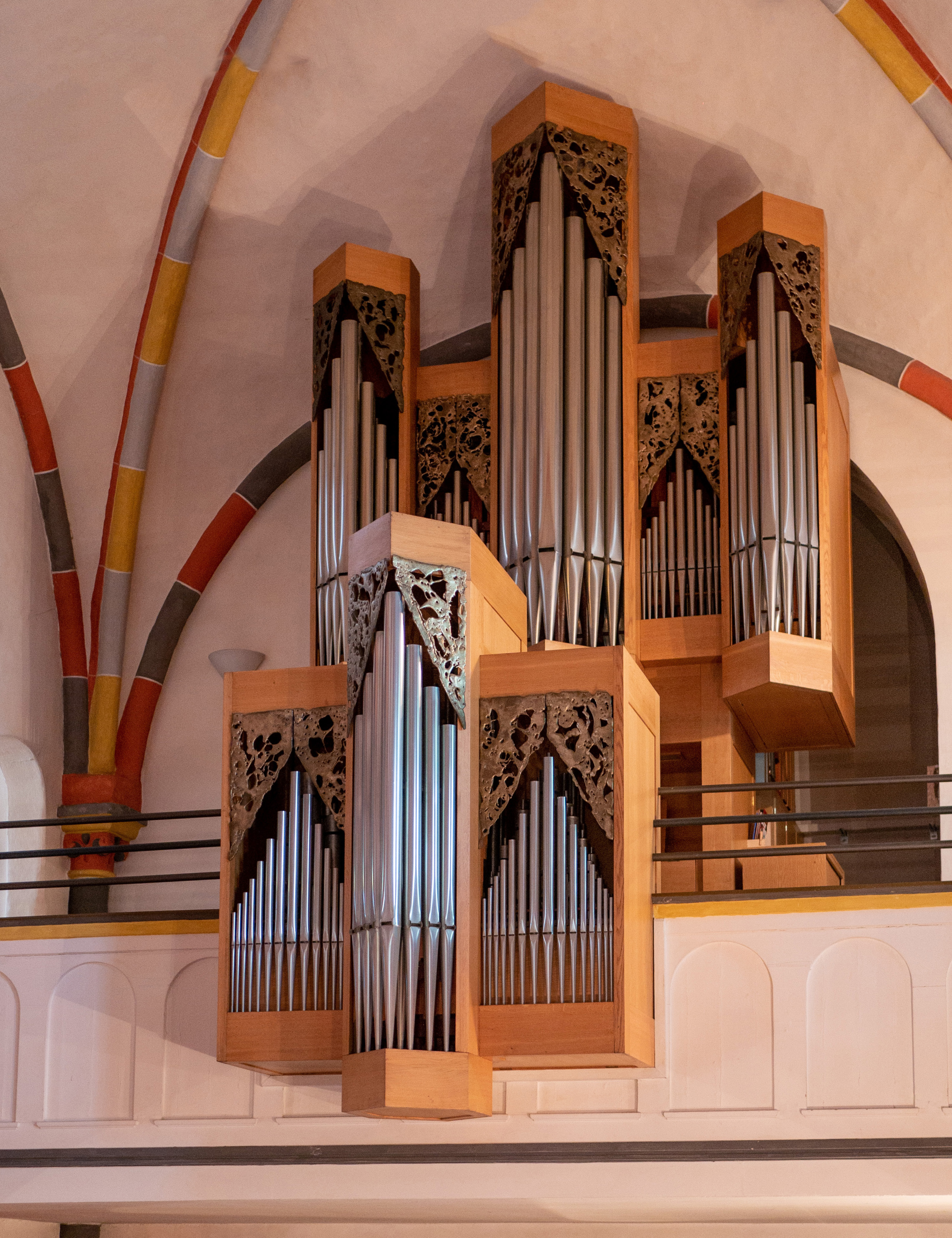
Prospekt mit Rückpositiv der Klais-Orgel der Feldkirche

Die Orgel wurde 1980 von Johannes Klais Orgelbau errichtet.
| I Rückpositiv C–g3 |        |
| Rohrgedackt        | 08′    |
| Blockflöte         | 04′    |
| Nasard             | 2 ⁄3′  |
| Principal          | 02′    |
| Terz               | 1 3⁄5′ |
| Sifflet            | 01′    |
| Krummhorn          | 08′    |
| Tremulant          |        |

| II Hauptwerk C–g3 |       |
| Principal         | 08′   |
| Gamba             | 08′   |
| Bordun            | 08′   |
| Octave            | 04′   |
| Rohrflöte         | 04′   |
| Schweizerpfeife   | 02′   |
| Larigot           | 1 ⁄3′ |
| Mixtur V          | 02′   |
| Dulcian           | 16′   |
| Trompete          | 08′   |

| Pedal C–f1   |     |
| Subbass      | 16′ |
| Oktave       | 08′ |
| Spitzgedackt | 08′ |
| Tenoroctave  | 04′ |
| Fagott       | 16′ |

- Koppeln: I/II, I/P, II/P

### Die Meistermann-Fenster
Die Beschädigungen im Zweiten Weltkrieg hatten auch zur Folge, dass die – kunsthistorisch nicht besonders wertvollen – Glasfenster der Kirche zerstört wurden. Im Rahmen der Restaurierung stellte sich deshalb die Frage, wie die Verglasung der 32 in ihren Maßen höchst unterschiedlichen Fensteröffnungen aussehen sollte. Nach langwierigen und kontroversen Diskussionen entschied man sich für abstrakte, nicht oder kaum gegenständliche Fensterflächen. Die Entwürfe stammen von Professor Georg Meistermann von der Kunsthochschule Düsseldorf; die Ausführung übernahm die Glasmalerwerkstatt Hans Bernhard Gossel in Schalkenmehren. Das Ergebnis ist ein einmaliger Zyklus von Bleiglasfenstern, nach Versen der Bibel gestaltet, die dem Innenraum Licht und Farbe verleihen. Das Zusammenspiel der modernen, abstrakten Fensterflächen mit dem romanischen Baukörper ist ungewöhnlich, gilt aber als äußerst gelungen. Da die Fenster in den Jahren von 1952 bis 1979 gefertigt wurden, geben sie einen umfassenden Überblick über die künstlerische Fortentwicklung Georg Meistermanns.

## Pfarrhaus
Seit wann das Pfarrhaus besteht, ist nicht mehr nachweisbar. In einem Bericht über den Truchsessischen Krieg heißt es, dass das Pfarrhaus 1583 „in Grund und Boden“ abgebrannt und das Eigentum des Pfarrers „gantz jemmerlich verbranndt“ sei. Das Gebäude muss also Mitte des 16. Jahrhunderts bereits gestanden haben.
Über dem Eingang zum Gewölbekeller des heutigen Pfarrhauses ist die Jahreszahl 1605 eingemeißelt, was belegt, dass es einen Nachfolgebau gab, der aus mit Lehm verbundenen Bruchsteinen errichtet war. Zu der stattlichen Anlage gehörten ein mit Bruchsteinmauern und Schwarzdornhecken abgegrenzter großer Garten, ein gemauerter Ziehbrunnen, ein Kelterhaus, eine Backstube nebst Backofen, ein Holzschuppen, Stall und Scheune.
1853 wurde das Pfarrhaus bei einem Brand vollständig zerstört und anschließend abgebrochen, nur der Keller blieb erhalten. Der Neubau, er entspricht in wesentlichen Teilen dem heutigen Bestand, wurde in den Jahren 1854 bis 1856 erstellt.
Heute besteht die Anlage aus dem zweistöckigen Pfarrhaus und dem flachwinklig dazu stehenden Gemeindesaal, die durch einen eingeschossigen Zwischenbau verbunden sind. Die Gebäude sind aus Natursteinmauerwerk aufgeführt, mit Schiefer gedeckt und haben Fenster mit roten Klappläden.
Seit 2007 hat die Kirchengemeinde das Pfarrhaus ausgebaut und den Anbau eines modernen Gemeindesaales auf dem Gelände des jetzigen Pfarrgartens errichtet. Die Eröffnung war im Sommer 2010.

## Gerichtsstätte

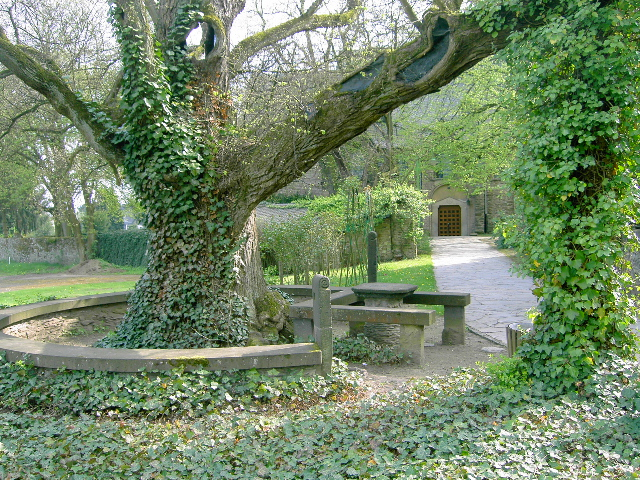
Gerichtsstätte an der Feldkirche

Die alte Gerichtsstätte vor dem heutigen Eingang zur Kirche wird abgegrenzt von einer im Dreiviertelkreis angelegten Bruchsteinmauer, die auch die stattliche Gerichtslinde umfasst. Am Eingang sind zwei 1,5 m hohe Stelen aus schwarzem Basalt aufgestellt; die rechte trägt das Wappen der Grafen zu Wied, den Pfau. In der Umfriedung befindet sich ein achteckiger Basalttisch mit drei im Boden verankerten steinernen Bänken, ebenfalls aus schwarzem Basalt. Das Alter der baulichen Anlage ist nicht bekannt, sie dürfte mindestens aus dem 16. Jahrhundert stammen. Beschattet wird sie von einem über 400 Jahre alten Lindenbaum, der als Naturdenkmal ausgewiesen ist.
Das Gericht als Institution ist jedoch wesentlich älter. Es wird 1316 zum ersten Mal urkundlich erwähnt. Schriftzeugnisse des Hals- oder Hochgerichtes an der Feldkirche sind aus dem 14. und 15. Jahrhundert mehrfach erhalten. Gerichtsherren waren die Grafen zu Wied.
Nur wenige hundert Meter von der Gerichtslinde entfernt, im Flurstück „Auf dem Ebenfeld“ in Irlich, befand sich die Wiedische Hinrichtungsstätte. In alten Flurkarten ist der aus Feldkirchen kommende Weg von der Römerstraße zur Hinrichtungsstätte noch als „Galgenpfad“ eingezeichnet. Der Galgen bestand nach alten Urkunden mindestens noch bis 1789.
An der Gerichtslinde tagt seit 1840 alljährlich am ersten Samstag im September das Märkergericht, die Hauptversammlung der Märkerschaft Feldkirchen. Die Märkerschaft ist eine Waldbau treibende Bürgergemeinschaft, die 1494 zum ersten Mal im Märkerweistum, einer Art Satzung, dokumentiert ist. Nach dem Text der Urkunde zu schließen, ist die Gemeinschaft jedoch wesentlich älter. Vieles spricht dafür, dass sie bereits im 13./14. Jahrhundert bestand, möglicherweise geht sie sogar zurück auf die Zeit der fränkischen Landnahme im Frühmittelalter.

## Friedhof

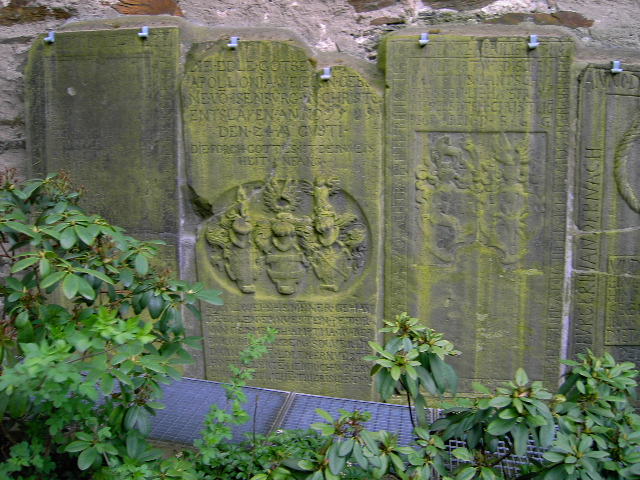
Barocke Grabsteine an der Feldkirche

Der Friedhof geht, wie Funde fränkischer Reihengräber belegen, auf einen Begräbnisplatz des 7. Jahrhunderts zurück. Ein Sarkophag aus dieser Fundstelle ist im Garten des  Kreismuseums Neuwied ausgestellt. Aus nachfolgender Zeit ist das Bruchstück einer mit Bandornamenten verzierten Grabplatte aus rotem Sandstein erhalten, die auf das 10. Jahrhundert n. Chr. datiert wird. Grabsteine aus Basalt und Lahnmarmor vom 16. Jahrhundert an sind heute an den Außenmauern der Feldkirche befestigt. Unter dem Kirchenboden wurde 1898 ein gemauertes Grabgewölbe freigelegt, dessen genaues Alter nicht bekannt ist; vermutlich stammt es aus dem 17. Jahrhundert. Es ist daher anzunehmen, dass der Kirchhof seit dem Frühmittelalter kontinuierlich genutzt wurde.
Zunächst wurde die nähere Umgebung der Kirche, die mit einer Bruchsteinmauer umfriedet ist, als Begräbnisplatz genutzt, der mit der Zeit jedoch nicht mehr ausreichte. Dieser Bereich ist heute mit einer Rasenfläche abgedeckt. 1815 erfolgte eine deutliche Vergrößerung nach Süden, auf ein kirchliches Grundstück im Renzental. Auch das genügte bald nicht mehr, so dass mehrfache Erweiterungen im 19. und zu Beginn des 20. Jahrhunderts notwendig wurden. Der Friedhof ist heute Eigentum der Stadt Neuwied.
Sehenswert ist die Anlage wegen ihrer unter Naturschutz stehenden, alten Lindenalleen.
Auf dem jüngeren Teil des Friedhofes liegen die Gräber von
- August Bungert (* 14. März 1845 in Mülheim an der Ruhr; † 26. Oktober 1915 in Leutesdorf), Komponist
- Hugo Weischet (* 24. September 1897; † 24. April 1976), Kunstmaler
- Otto Buhr (* 1928; † 2003), Maler und Architekt
- Martha von Laffert (* 4. Juli 1883 in Lennep; † 11. Juni 1966 in Leutesdorf), Kunstmalerin
- Karl Theodor Reck (* 19. März 1815 in Neuwied; † 31. Juli 1873 in Feldkirchen), Pfarrer in Feldkirchen und Dichter des von Georg Schmitt in Musik gesetzten „Moselliedes“

## Kirchenmusik
An der  Feldkirche wird eine reichhaltige Kirchenmusik gepflegt. Unter der Leitung von Sabine Paganetti singen und spielen zahlreiche Chöre und Musikgruppen, darunter eine Kantorei, eine Kinder- und Jugendkantorei, eine Seniorenkantorei, ein Blechbläserkreis und ein Blockflötenensemble.

## Sonstiges
- Nach der Feldkirche ist der heutige Neuwieder Stadtteil Feldkirchen benannt, der bis zur Gemeindereform 1970 eine eigenständige politische Gemeinde bildete. Feldkirchen war am 1. August 1966 aus dem freiwilligen Zusammenschluss der Gemeinden Fahr, Hüllenberg, Gönnersdorf, Rockenfeld und Wollendorf entstanden.
- In den 1980er Jahren war beabsichtigt, das unterhalb der Kirche gelegene Unternehmen Lohmann zu erweitern und Fabrikgebäude auf den landwirtschaftlichen Flächen unmittelbar neben der Kirche zu errichten. Nach zahlreichen Protesten wurden diese Pläne nicht weiter verfolgt. Lohmann siedelte sich in der Folge in Andernach an.

## Galerie

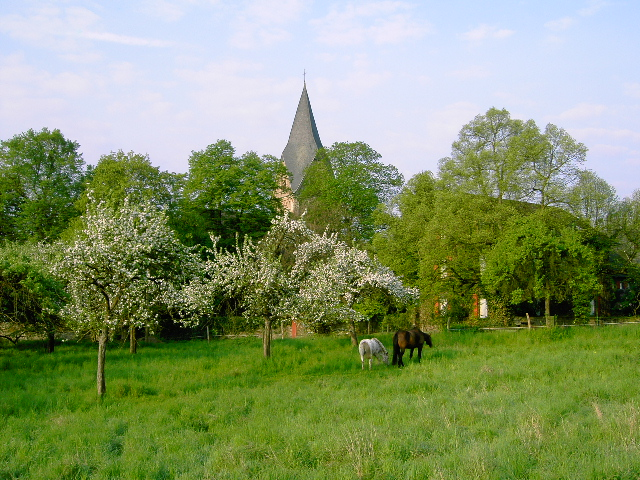
Frühlingsimpression
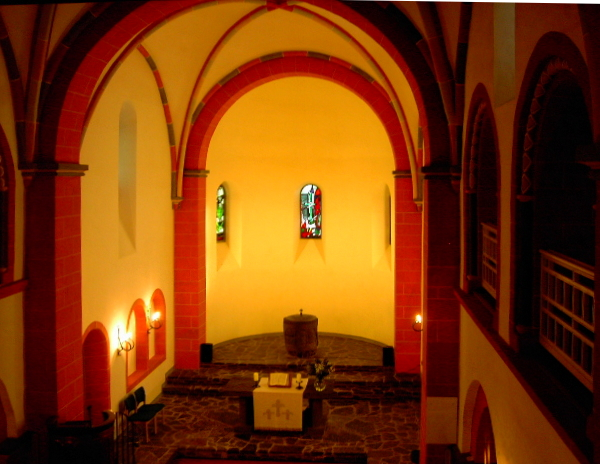
Chor und Apsis (Innenansicht)
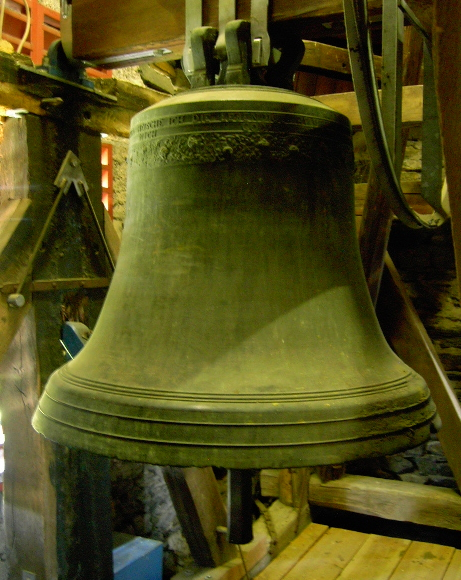
Marienglocke
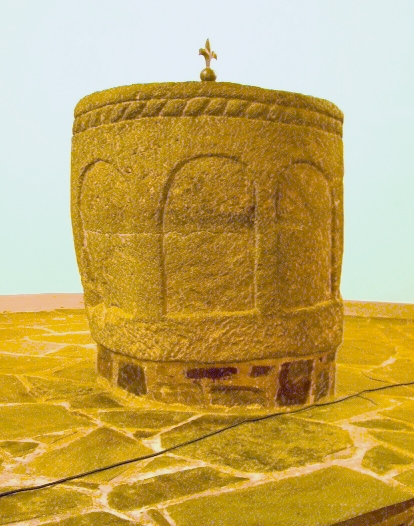
Romanischer Taufstein
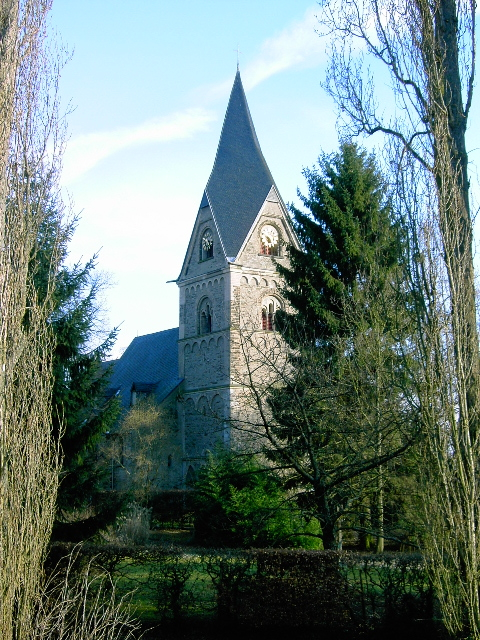
Turm, Nordwestansicht
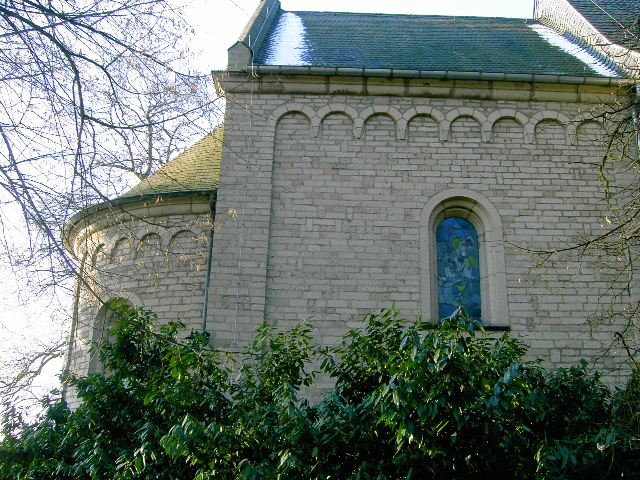
Chor und Apsis
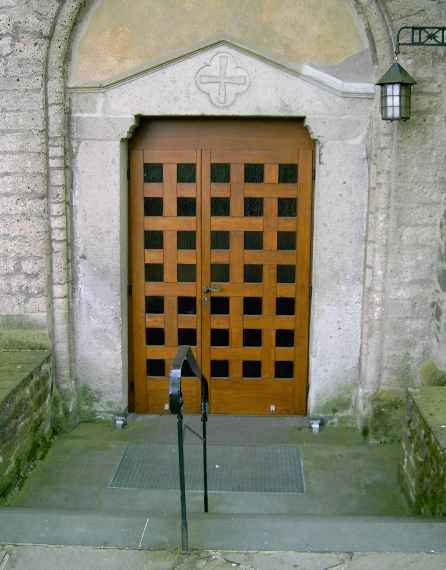
Haupteingang in der Nordfassade